# Pin grid array

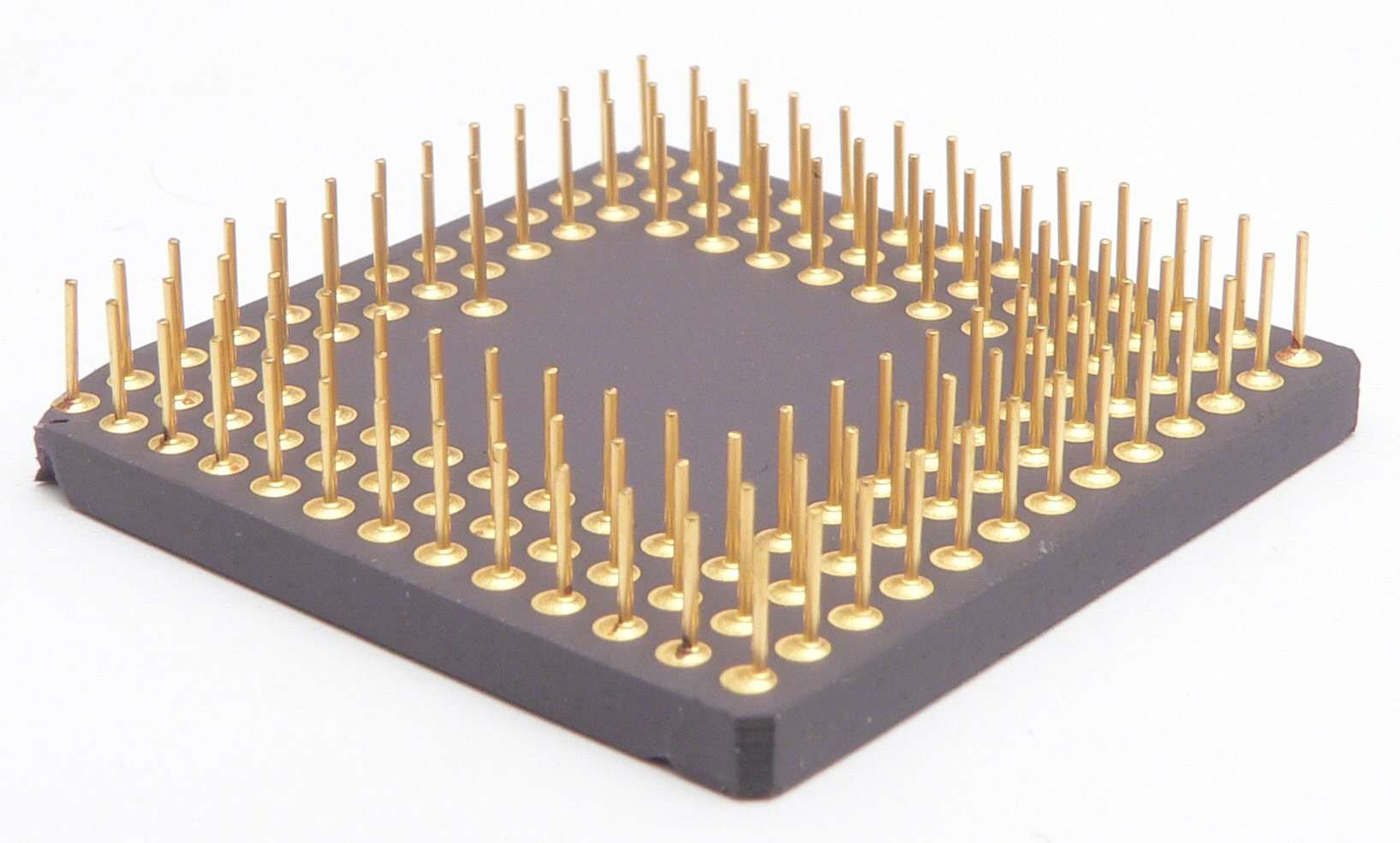
Wyprowadzenia typu PGA na obudowie procesora XC68020 – prototypu mikroprocesora MC68020 firmy Motorola

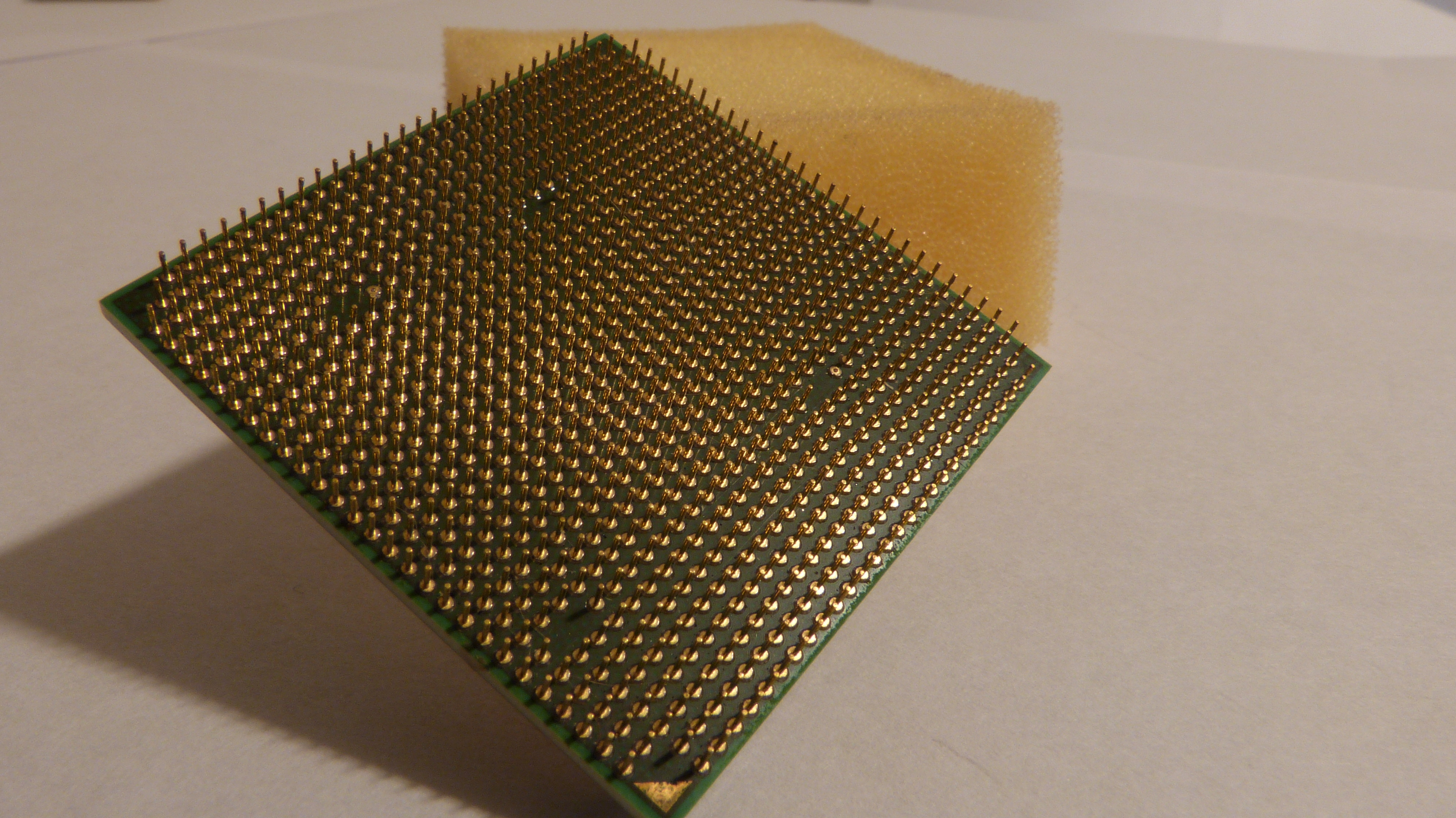
PGA na spodniej stronie AMD Phenom X4 9750

PGA (ang. pin grid array) – typ obudowy układów scalonych stosowany powszechnie w produkcji procesorów.
W obudowach tego typu wyprowadzenia w postaci szpilek, czyli tzw. pinów, znajdują się na całej bądź znacznej części powierzchni spodniej strony układu scalonego. Wyprowadzenia te łączy się z obwodem drukowanym przy pomocy specjalnego gniazda – w przypadku procesorów nazywanego gniazdem procesora. Główną zaletą tej technologii jest ograniczenie miejsca zajmowanego przez układ scalony, dzięki lepszemu stosunkowi ilości wyprowadzeń do rozmiarów obudowy.
Następną generacją obudów, wywodzącą się z PGA, są obudowy BGA (ang. ball grid array) służące do montażu powierzchniowego, w których wyprowadzenia mają postać kulek ze stopu lutowniczego. 

## Warianty PGA
W miarę postępu technologii powstawały nowe odmiany tego typu obudowy, takie jak:
- PPGA – plastic PGA
- FC-PGA – flip chip PGA
- FC-PGA2
- CPGA
- SPGA
- OPGA